# Blandrashund

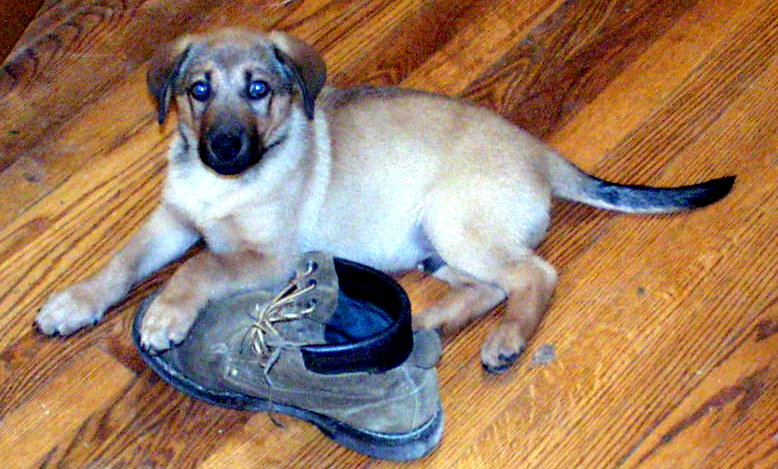
Korsning mellan tysk schäferhund och labrador retriever.

En blandrashund är en hund som korsats med fler än en känd ras. Alla icke stambokförda hundar är inte blandraser, det finns renrasiga hundar som ägaren av någon anledning inte stambokfört.. Vissa blandrashundar har fått egna populärnamn, några exempel är cockerpoo, yorkiepoo, labradoodle och schabrador. Flertalet blandraser har inte något populärnamn. Då säger man istället korsning mellan x och y. 
Blandrashundar sägs  ibland vara generellt friskare än renrasiga hundar. Det finns dock inget som bevisar detta. Enligt en amerikansk studie lever blandrashundar längre än rashundar. Enligt en annan amerikansk studie med över 20 000 hundar så levde renrasiga hundar i genomsnitt 6,7 år, jämfört med 8,5 år för blandrashundar. Å andra sidan strävar man inom aveln av rashundar att minska de kända problemen. Eftersom blandrashundars hälsoproblem inte dokumenteras och man sällan bedriver medveten avel med blandrashundar kan problematiska gener föras vidare utan att de upptäcks. Generna bakom sjukdomarna försvinner inte för att man korsar raser med varandra, men recessiva anlag förs bara vidare om båda föräldrarna har samma anlag.
Blandrashundar accepteras inte vid officiella utställningar och kan även uteslutas från vissa andra tävlingar. I stället arrangeras vid vissa tillfällen särskilda blandrasutställningar. I agility är alla hundar och raser välkomna – rashund som blandras.